# Vitex agnus-castus
Vitex agnus-castus (VAC) —sauzgatillo, saucegatillo, sauce gatillo— es una especie nativa del Mediterráneo, de la familia Lamiaceae, que crece en los sotos frescos y a orillas de los ríos. También se la encuentra en Asia.

## Descripción
Tiene ramas abundantes, mimbreñas, cuadrangulares y de corteza blanquecina; hojas digitadas con pecíolo muy largo y cinco o siete hojuelas lanceoladas; flores pequeñas y azules en racimos terminales, y fruto redondo, pequeño y negro.

## Cultivo
Vitex agnus-castus es muy cultivado en regiones templadas y subtropicales por su aromático follaje y flores. Alcanza 1-5 m de altura. Requiere sol pleno o sombra parcial con suelo bien drenado.

## Uso medicinal

### Medicina herbal
Las hojas y tallos superiores (los 10 cm finales) y flores y semillas maduras, se cosechan para medicina. Las bayas se cosechan bien maduras del tallo. Hojas, flores, y/o bayas se consumen como decocción, tintura tradicional, tintura de vinagre de manzana, jarabe, elixir, o simplemente se comen.
Las bayas son consideradas tónicas para el sistema reproductor masculino y femenino.
La especie se llama árbol casto debido a ser originalmente usada como medicina antilibido por monjes para ayudarlos en su celibato.
Esta planta es indicada desde antaño en los trastornos del síndrome premenstrual.[cita requerida]

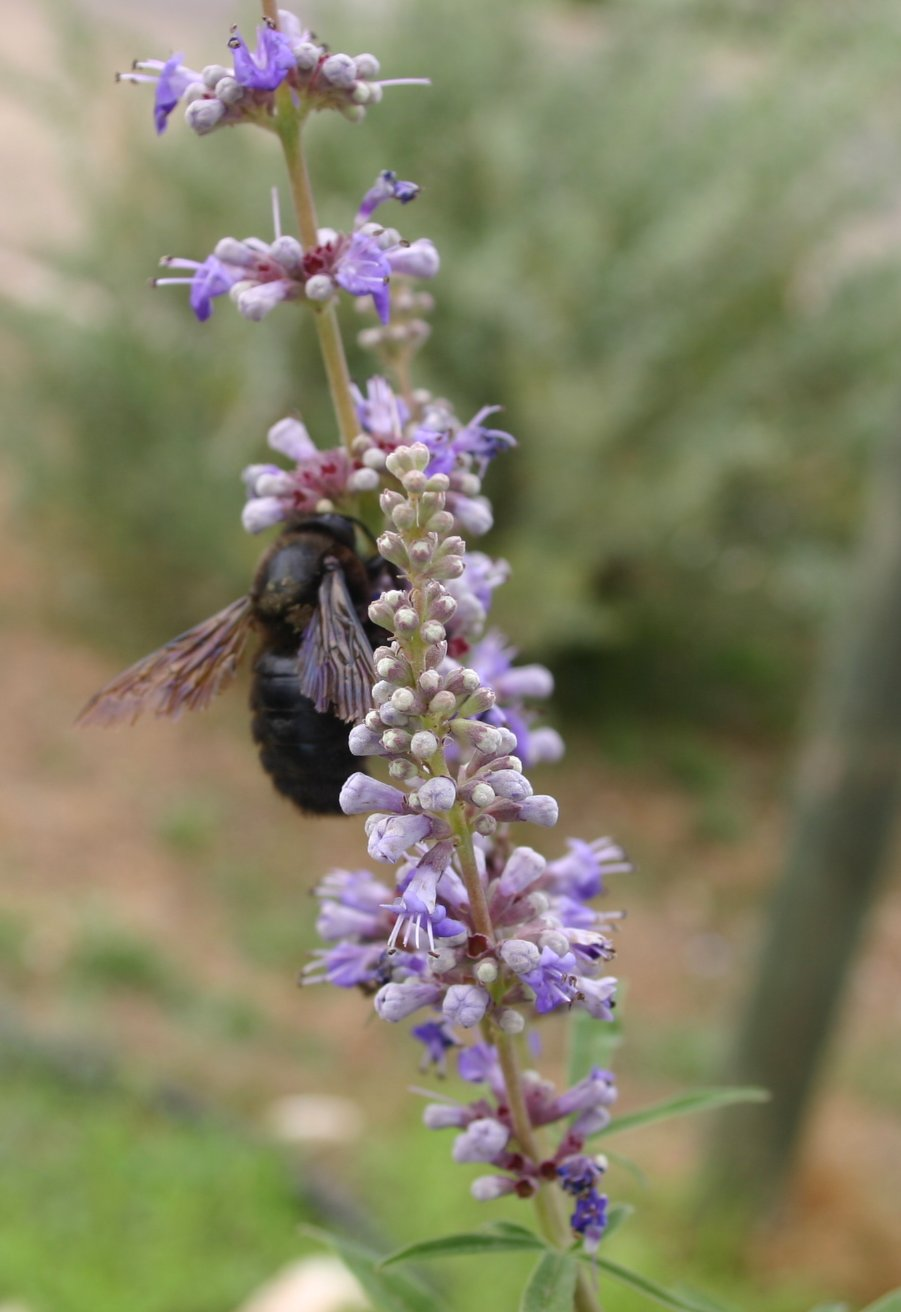
Flores.

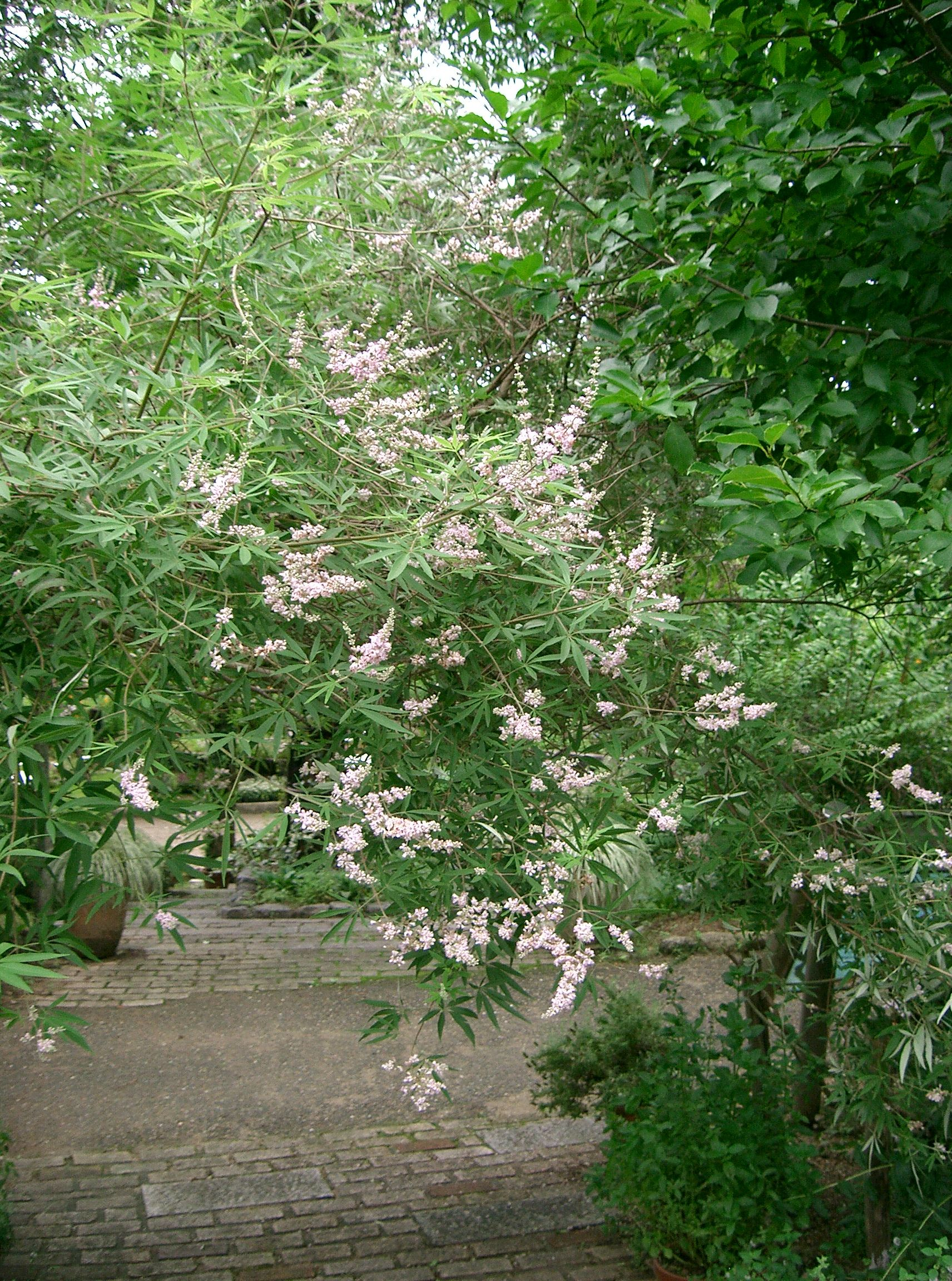
Follaje.

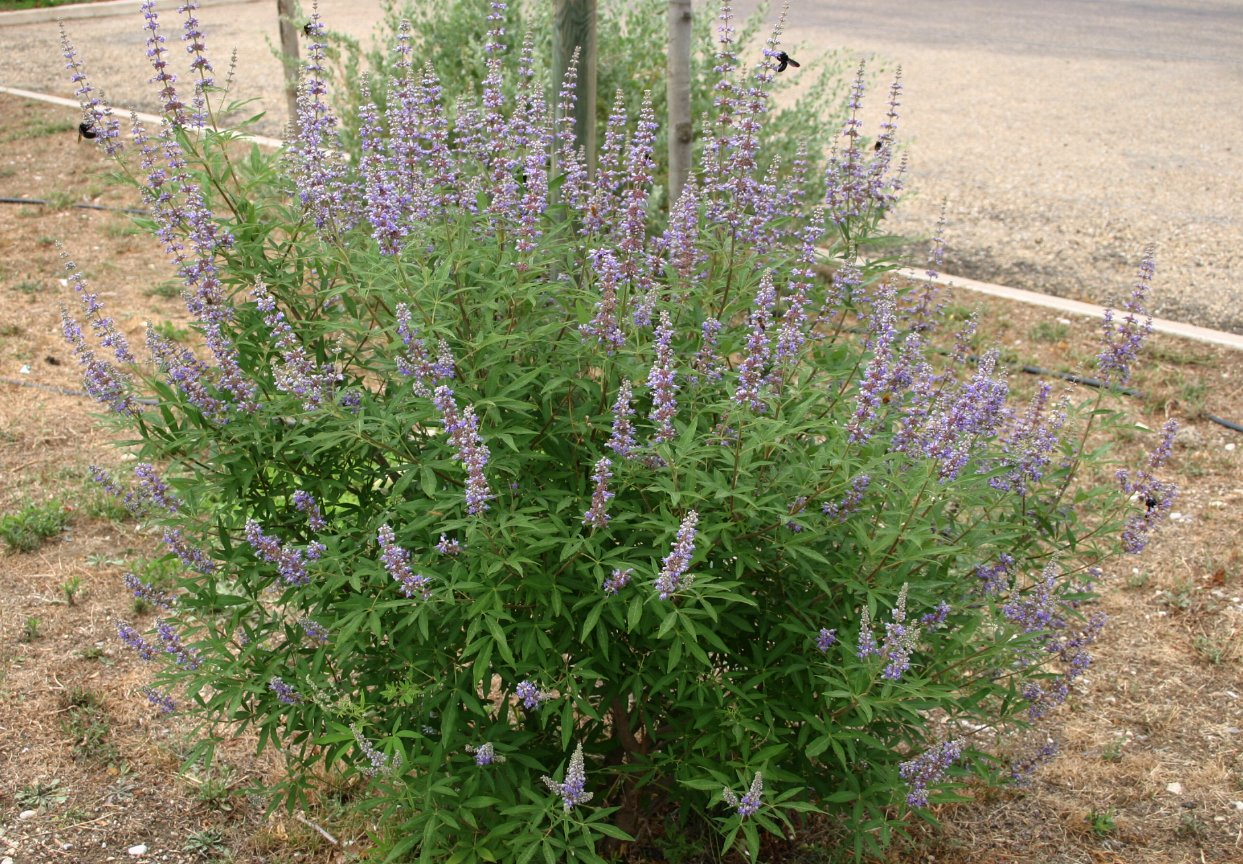
Planta.

### Evidencia clínica
Los estudios clínicos muestran efecto beneficial en el manejo del síndrome premestrual.  El uso de extractos de la planta se recomienda en Alemania.
Su mecanismo de acción no se conoce bien. Se ha encontrado una ligera reducción de niveles de prolactina. Una disminución de la prolactina influirá en los niveles de hormona estimulante folicular (FSH) y en estrógeno en mujeres; y de testosterona en hombres.

### Análisis químico
Flavonoides, alcaloides, diterpenoides, vitexina, casticina y precursores de hormona esteroidal se han aislado de Vitex agnus-castus. Se cree que algunos de esos compuestos obran en la glándula pituitaria, lo que explicaría sus efectos en los niveles hormonales. Un estudio muestra que los extractos de la fruta pueden ligarse a los receptores de opiáceos; esto explicaría por qué pueden reducir los síntomas premenstruales.

### Uso corriente
Vitex Agnus-Castus se usa en medicina alternativa para aliviar síntomas de varios problemas ginecológicos:
- Síndrome premenstrual[2][3][4]
- Galactagogo: uso discutido.[9]
- Potencial como repelente de insectos[10]
- Carentes de estudios clínicos
  - Síndrome ovárico poliquístico (SOP)
  - Fibroide uterino
  - Menopausia
  - Infertilidad

Se usa en algunos suplementos culturistas para hombres, como compuesto secundario debido a sus efectos en los niveles de testosterona.

### Contraindicaciones
Se recomienda que Vitex agnus-castus se evite durante el embarazo por la posibilidad de complicaciones.

## Nombres comunes
- Castellano: agnocasto, agno casto, agno-casto, agno puro, ajerobo, alfagdí, anho casto, añocasto, arbolito de la pimienta, arvore da castidade, cañamera, gatillo casto, hierba de la castidad, pimentera, pimentero falso, pimentillo, pimienta, pimienta silvestre, pimientillo, pimiento, pimiento loco, pimiento silvestre, árbol de la castidad, sanzgatillo, sargatillo, saucegatillo, sauce gatillo, sauzgatillo, sauz gatillo, sazgatillo, vencedor, zausgatillo, zerobo.[12]

## Sinonimia
- Vitex latifolia Mill. (1768).
- Vitex verticillata Lam. (1779).
- Vitex integra Medik. (1783).
- Vitex lupinifolia Salisb. (1796).
- Vitex agnus Stokes (1812).
- Vitex robusta Lebas (1869).
- Agnus-castus robusta (Lebas) Carrière (1871).
- Agnus-castus vulgaris Carrière (1871).
- Vitex pseudonegundo (Hausskn.) Hand.-Mazz. (1913).
- Vitex hybrida Moldenke (1941).[13]